# سلوین (کارولینای شمالی)
سلوین (به انگلیسی: Selwin) یک منطقهٔ مسکونی در ایالات متحده آمریکا است که در کارولینای شمالی واقع شده‌است. سلوین ۱۰٫۰۶ متر بالاتر از سطح دریا واقع شده‌است.